# Samantha Reeves
Pour les articles homonymes, voir Reeves.
Samantha Reeves (née le 17 janvier 1979 à Redwood City, en Californie), est une joueuse de tennis américaine, professionnelle du milieu des années 1990 à 2006.
Elle a joué le troisième tour à Wimbledon en 2003 (défaite face à Kim Clijsters), sa meilleure performance en simple dans une épreuve du Grand Chelem.
Samantha Reeves a gagné deux tournois WTA en double au cours de sa carrière.

## Palmarès

### Titres en double dames
| No | Date       | Nom et lieu du tournoi | Catégorie | Dotation  | Surface         | Partenaire            | Finalistes                           | Score         |          |
| -- | ---------- | ---------------------- | --------- | --------- | --------------- | --------------------- | ------------------------------------ | ------------- | -------- |
| 1  | 17/09/2001 | Challenge Bell Québec  | Tier III  | 170 000 $ | Moquette (int.) | Adriana Serra Zanetti | Klára Koukalová Alena Vašková        | 7-5, 4-6, 6-3 | Parcours |
| 2  | 16/09/2002 | Challenge Bell Québec  | Tier III  | 170 000 $ | Moquette (int.) | Jessica Steck         | María Emilia Salerni Fabiola Zuluaga | 4-6, 6-3, 7-5 | Parcours |

### Finale en double dames
| No | Date       | Nom et lieu du tournoi            | Catégorie | Dotation  | Surface    | Vainqueures                        | Partenaire            | Score    |          |
| -- | ---------- | --------------------------------- | --------- | --------- | ---------- | ---------------------------------- | --------------------- | -------- | -------- |
| 1  | 07/01/2002 | Canberra Women’s Classic Canberra | Tier V    | 110 000 $ | Dur (ext.) | Nannie De Villiers Irina Selyutina | Adriana Serra Zanetti | 6-2, 6-3 | Parcours |

## Parcours en Grand Chelem

### En simple dames
| Année | Open d'Australie | Open d'Australie  | Internationaux de France | Internationaux de France | Wimbledon       | Wimbledon          | US Open         | US Open          |
| ----- | ---------------- | ----------------- | ------------------------ | ------------------------ | --------------- | ------------------ | --------------- | ---------------- |
| 1998  | 1er tour (1/64)  | Karina Habšudová  | 1er tour (1/64)          | Sandrine Testud          | 1er tour (1/64) | Yayuk Basuki       | 1er tour (1/64) | Lori McNeil      |
| 1999  | 2e tour (1/32)   | Janet Lee         | -                        | -                        | -               | -                  | 2e tour (1/32)  | Sabine Appelmans |
| 2002  | 1er tour (1/64)  | Jelena Kostanić   | 2e tour (1/32)           | Anne Kremer              | 1er tour (1/64) | Kim Clijsters      | 1er tour (1/64) | Justine Henin    |
| 2003  | 1er tour (1/64)  | Kim Clijsters     | 1er tour (1/64)          | Venus Williams           | 3e tour (1/16)  | Kim Clijsters      | 2e tour (1/32)  | Claudine Schaul  |
| 2004  | 1er tour (1/64)  | Magdalena Maleeva | 1er tour (1/64)          | Meghann Shaughnessy      | 1er tour (1/64) | Daniela Hantuchová | -               | -                |

À droite du résultat, l’ultime adversaire.

### En double dames
| Année | Open d'Australie                 | Open d'Australie           | Internationaux de France      | Internationaux de France | Wimbledon                     | Wimbledon                  | US Open                     | US Open                    |
| ----- | -------------------------------- | -------------------------- | ----------------------------- | ------------------------ | ----------------------------- | -------------------------- | --------------------------- | -------------------------- |
| 1996  | -                                | -                          | -                             | -                        | -                             | -                          | 1er tour (1/32) L. Osterloh | S. Appelmans M. Oremans    |
| 1998  | 3e tour (1/8) Meilen Tu          | Likhovtseva Ai Sugiyama    | 1er tour (1/32) Liezel Huber  | Patricia Hy B. Rittner   | -                             | -                          | -                           | -                          |
| 1999  | 1er tour (1/32) T. Tanasugarn    | Els Callens Julie Halard   | -                             | -                        | 1er tour (1/32) M. Washington | Barabanschikova B. Rittner | -                           | -                          |
| 2000  | 1er tour (1/32) E. Gagliardi     | Erika de Lone Nicole Pratt | -                             | -                        | 1er tour (1/32) S. Asagoe     | Liezel Huber L. Montalvo   | -                           | -                          |
| 2002  | 1er tour (1/32) A. Serra Zanetti | M. Salerni P. Tarabini     | 1er tour (1/32) Jessica Steck | C. Dhenin S. Foretz      | 1er tour (1/32) Bianka Lamade | T. Perebiynis T. Poutchek  | 1er tour (1/32) B. Schwartz | Marissa Irvin A. Stevenson |
| 2003  | 2e tour (1/16) K. Marosi         | B. Rittner María Vento     | 1er tour (1/32) K. Marosi     | Tina Križan K. Srebotnik | 1er tour (1/32) K. Marosi     | Jill Craybas Vanessa Webb  | 1er tour (1/32) M. Sequera  | Kim Grant B. Stewart       |
| 2004  | 3e tour (1/8) A. Serra Zanetti   | Yan Zi Zheng Jie           | 2e tour (1/16) T. Garbin      | Navrátilová Lisa Raymond | 1er tour (1/32) E. Tatarkova  | A. Myskina V. Zvonareva    | 1er tour (1/32) Julie Ditty | Navrátilová Lisa Raymond   |

Sous le résultat, la partenaire ; à droite, l’ultime équipe adverse.

### En double mixte
| Année | Open d'Australie | Open d'Australie | Internationaux de France | Internationaux de France | Wimbledon                   | Wimbledon                   | US Open | US Open |
| ----- | ---------------- | ---------------- | ------------------------ | ------------------------ | --------------------------- | --------------------------- | ------- | ------- |
| 2002  | -                | -                | -                        | -                        | 2e tour (1/16) M. Rodríguez | A. Coetzer Brian MacPhie    | -       | -       |
| 2003  | -                | -                | -                        | -                        | 2e tour (1/16) M. Rodríguez | S. Kuznetsova T. Woodbridge | -       | -       |

Sous le résultat, le partenaire ; à droite, l’ultime équipe adverse.

## Classements WTA en fin de saison

### En simple
| Année | 1996 | 1997 | 1998 | 1999 | 2000 | 2001 | 2002 | 2003 | 2004 | 2005 |
| Rang  | 304  | 171  | 112  | 124  | 173  | 117  | 101  | 75   | 203  | 652  |

Source : (en) « Classements de Samantha Reeves », sur le site officiel du WTA Tour

### En double
| Année | 1996 | 1997 | 1998 | 1999 | 2000 | 2001 | 2002 | 2003 | 2004 | 2005 |
| Rang  | 532  | 226  | 117  | 123  | 194  | 119  | 99   | 56   | 114  | 238  |

Source : (en) « Classements de Samantha Reeves », sur le site officiel du WTA Tour